# Helium 3 (platenlabel)
Helium 3 is een Engels platenlabel opgericht door de Britse alternatieve-rockband Muse. Het werd in 2006 opgericht en is een onderdeel van Warner Music Group, een van de vier grote platenlabels. De naam is afgeleid van helium-3, een zeldzame isotoop van het edelgas helium. De eerste single van het platenlabel was Supermassive Black Hole.